# Letecký výsostný znak
Letecký výsostný znak je specifický symbol, který se objevuje na letadlech vojenských letectev. Své výsostné znaky mají také aerolinie (například ČSA). Většinou jsou kulaté, ale mohou mít také podobu státního znaku, jako Slovensko, hvězdu jako Rusko nebo Kazachstán, podobu výsostného znaku USAF jako Čína či Jižní Korea.

## Galerie výsostných znaků

Výsostné znaky vzdušných sil
Vzdušné síly AČR
Vzdušné síly SR
dnešní Luftwaffe
Polské letectvo
Vojenské vzdušné síly Ruské federace (od roku 2013)
USAF
RCAF
RAAF
RAF
Francouzské letectvo
Francouzské námořní letectvo
Italské letectvo
EUFOR
Švýcarské letectvo
Finské vzdušné síly
Izraelské vojenské letectvo
Albánské vzdušné síly
Estonské letectvo
Japonské letectvo (JASDF)
Řecké vojenské letectvo
Letectvo ČLR

## Studená válka (1945–1990)

Výsostné znaky vzdušných sil
Letectvo bývalé NDR
Letectvo Severního Jemenu
Letectvo Socialistické federativní republiky Jugoslávie
Letectvo Vietnamské republiky
Letectvo jižního Jemenu
Letectvo státu Biafra

## Před rokem 1945

Výsostné znaky vzdušných sil
k.u.k. Luftfahrtruppen (1. světová válka)
Luftstreitkräfte (od r. 1918)
Luftstreitkräfte (do r. 1918)
Luftwaffe ve 2. světové válce
Italské královské letectvo ve 2. světové válce
Císařské letectvo Mandžukua
Finské letectvo (1918–1945)
Jugoslávské královské letectvo (1929–1945)
Lotyšské letectvo (1926–1940)
Sovětské letectvo
USAAS v letech 1918-1919
USAAC v letech 1919–1941
USAAF v letech 1942–1943
USAAF v letech 1943–1947